# McIntosh (Minnesota)
McIntosh – miasto w Stanach Zjednoczonych, w północno-wschodniej części stanu Minnesota, w hrabstwie Codington.